# Die vier Musketiere

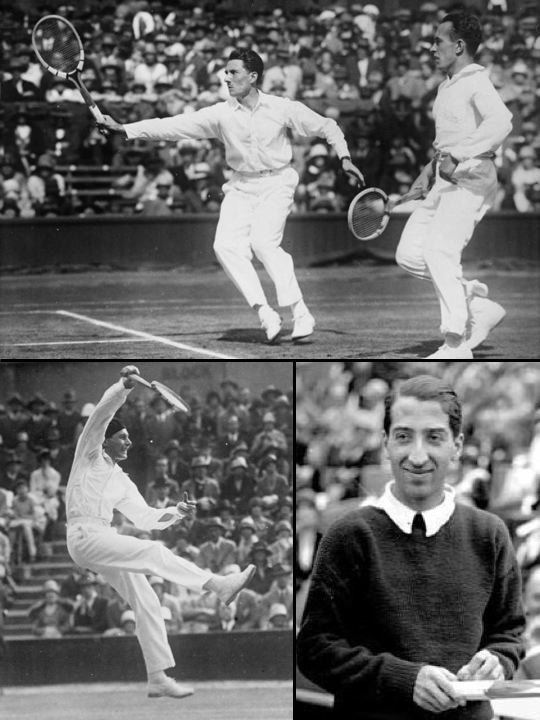
Die „vier Musketiere“: oben Brugnon (li.) und Cochet, darunter Borotra (li.) und Lacoste

Die vier Musketiere (französisch: les Quatre Mousquetaires, angelehnt an den Roman „Die drei Musketiere“ von Alexandre Dumas) war in den 1920er und 1930er Jahren die populäre Bezeichnung der französischen Tennisspieler Jean Borotra, Jacques Brugnon, Henri Cochet und René Lacoste. Unter anderem führten sie Frankreich im Davis Cup zu sechs Erfolgen in Serie (1927 bis 1932). Mit Ausnahme des Doppelspezialisten Brugnon gewannen die übrigen mehrfach Einzeltitel bei Grand-Slam-Turnieren, darunter drei Mal die Amerikanischen Meisterschaften in Forest Hills, sechs Mal die Wimbledon Championships und zwischen 1922 und 1932 zehn von elf Titeln bei den Französischen Meisterschaften.
Der einzige Spieler, der die Dominanz der vier Musketiere durchbrechen konnte, war der US-Amerikaner Bill Tilden.
Anfang der 1930er Jahre wurden die „vier Musketiere“ in der internationalen Tennisszene durch die Spieler Ellsworth Vines, Fred Perry, Jack Crawford und Don Budge verdrängt. 1976 wurden sie in die Hall of Fame des Tennissports aufgenommen.
1981 wurde der neue Siegerpokal der French Open im Herreneinzel zu Ehren der „vier Musketiere“ Coupe des Mousquetaires benannt, wie später die vier Haupttribünen des Court Philippe Chatrier im Stade Roland Garros.